# Bathysolen nubilus
Bathysolen nubilus, auch Bedeckte Randwanze genannt, ist eine Wanze aus der Familie der Randwanzen (Coreidae).

## Merkmale
Die Wanzen werden 5,5 bis 6,2 Millimeter lang. Sie sind anhand ihres breiten Pronotums erkennbar, das keine Dornen trägt und das parallele Seitenränder hat. Das Schildchen (Scutellum) hat eine blasse Spitze und das erste Glied der Fühler ist verhältnismäßig breit; breiter als das vierte Glied.

## Verbreitung und Lebensraum
Die Art ist von Mittelmeerraum bis in den Süden Skandinaviens und auf den Britischen Inseln sowie östlich über Kleinasien und den Nahen Osten bis nach Zentralasien verbreitet. In Mitteleuropa tritt die Art überall auf und ist stellenweise nicht selten. Besiedelt werden verschiedene trockene, sonnenexponierte Lebensräume mit lockerem Bewuchs. Die in Großbritannien historisch sehr seltene Wanze kann mittlerweile im Süden Englands und dem East Anglia häufiger gefunden werden.

## Lebensweise
Die Tiere leben am Boden, nur selten klettern Imagines bei warmer Witterung auch auf Pflanzen. Sie ernähren sich vor allem von Hülsenfrüchtlern (Fabaceae) und davon wiederum insbesondere von Schneckenklee (Medicago). Sowohl die Imagines, als auch die Nymphen wurden aber auch schon unter Pflanzenarten anderer Familien, wie etwa Artemisia (Familie: Korbblütler (Asteraceae)) gefunden, wobei aber unklar blieb, ob sie sich von diesen auch ernähren. Gesaugt wird vermutlich überwiegend an auf den Boden gefallenen Samen. Die Imagines überwintern an geschützten Stellen in der  Bodenstreu, häufig in der Blatt- und Nadelstreu von Gehölzen. Sie sind bereits ab März aktiv und können auch bei günstiger Witterung im Winter aktiv werden. Die Nymphen treten von Juni bis August auf, adulte Tiere der neuen Generation ab Juli und August.

## Belege